# Maegashira
maegashira（前頭）（マエガシラ）は、1999年に結成されたツインギター、ツインボーカルの6人編成バンド。2011年に解散した。

## 来歴
1999年7月に結成。ツインギター、ツインボーカルを特徴とする6人編成のバンドで、当初はコピーバンドだったが、翌年からオリジナルを作り始る。
同年4月から広島でライブ活動を始める。彼等の曲調はメロディックパンクの影響もあり、スカ、レゲエ、ヒップホップ、ハードロックなどの影響も見られる。
地元広島では、5曲入りのデモCD-Rを全て手売りで2000枚のセールス。2002年6月にはBivattcheeのツアーに数か所同行し、その他にもSHAKA LABBITS/175R/ガガガSP/HAWAIIAN6/YKZなどと一緒にライブを行っている。2003年SCHOOL BUS RECORDSから1stミニアルバム「FLOWER」をリリースし、オリコンインディーズアルバムランキング初登場25位。広島にて行われる「SETSTOCK 04」にも出演。
2005年BEAT CRUSADERSのツアー「アタック2005」に数か所同行する。2009年MUSIC CUBE 09出演。2011年8月 広島3DAYS@クラブクアトロをもって解散。
2012年SCHOOL BUS NIGHTS 2012 同窓会で一夜限りの復活をする。

## メンバー
- HIPPY（石川寛樹）ヴォーカル担当。1980年8月8日生。広島市広島県出身。[3]
- 野上智行（トクモン）ヴォーカル担当。
- 藤田欣也（キンヤ）ギター担当。
- 山本慎也（シンヤ）ギター担当。(現在 you you you all the same/MIRA)
- 中野秀俊（ヒデ）ベース担当。
- 田中友英（トモ）ドラム担当。

### 旧メンバー
- G：加藤健（チャタロウ）
- G：長浜辰徳

## 作品

### デモCD-R
1. I image ... （5曲入り）

### シングル
|     | 発売日       | タイトル | 規格品番   | 収録曲                        | 備考                                  |
| --- | ------------ | -------- | ---------- | ----------------------------- | ------------------------------------- |
| 1st | 2009年8月5日 | naut.    | SCHOOL-066 | 1. naut. 2. Freedom 3. hormic | SCHOOL BUS RECORDS タワーレコード限定 |

### アルバム
|     | 発売日         | タイトル             | 規格品番   | 収録曲 | 備考               |
| --- | -------------- | -------------------- | ---------- | --- | ------------------ |
| 1st | 2003年7月16日  | FLOWER               | SCHOOL-052 | 1. B.L. 2. FACE 3. HAPPY 4. 勝新 5. FLOWER | SCHOOL BUS RECORDS |
| 2nd | 2004年10月6日  | melody               | SCHOOL-055 | 1. tontro!? 2. YOUR WAY 3. LAST PHRASE 4. YESTERDAY 5. 134 6. PARTY SONG II 7. TEXT                                                                | SCHOOL BUS RECORDS |
| 3rd | 2006年12月13日 | unfamiliar           | SCHOOL-063 | 1. abtro!? 2. nlck 3. FUNYUNS 4. HEALTH 5. LAST PHRASE 6. NINA 7. BREAK FRONTIER 8. CYCLOID 9. SPREAD YOUR HEART 10. TEXT 11. POSTSCRIPT 12. IVORY | SCHOOL BUS RECORDS |
| 4th | 2009年10月7日  | leave a note for you | SCHOOL-067 | 1. Astro!? 2. Naut. 3. I’m not in love 4. APRIL 5. Hormic 6. Photograph 7. Letters 8. Freedom 9. Relief 10. Please please please                   | SCHOOL BUS RECORDS |

### PV
- LAST PHRASE
- HEALTH
- naut.

### DVD
- 唯我独音 Special Edition~赤盤

## メディア

### ラジオ

#### レギュラー
- 前頭のぶちかましRADIO月曜日21:50～24:00 （RCCラジオ）
- モノイイ土曜日23:05～23:10　（RCCラジオ）

### USTREAM
maegashiraチャンネル!!

## イベント

### 企画イベント
- maegashira night
- GASHIRA ON DE MONDAY
- 僕らの明るい解散計画!!!

### 出演イベント
- 2003年 SCHOOL BUS NIGHT
- 2004年 SETSTOCK'04
- 2005年 BEAT CRUSADERS「アタック2005」
- 2006年 広島フラワーフェスティバル
- 2007年 広島修道大学
- 2007年 島根大学医学部学園祭　くえびこ祭
- 2007年 HSFL (八食サマーフリーライブ)
- 2009年 MUSIC CUBE 09
- 2010年 MUSIC CUBE 10
- 2011年 eight six
- 2012年 SCHOOL BUS NIGHTS 2012 同窓会

## ライブ

### ワンマン
- 2007年  「unfamiliar」 レコ発ワンマン
- 2009年  maegashira PRESENTS 「GASHIRA ON DE MONDAY ONE MAN SHOW!!」
- 2009年  leave a note for you release TOUR

### 解散ライブ
- 2011年8月12日【僕らの明るい解散計画!!!】＠広島CAVE-BE
- 2011年8月13日【僕らの明るい解散計画!!!】＠広島CAVE-BE
- 2011年8月14日【僕らの明るい解散計画!!!】＠広島CLUB QUATTRO

### 出演ライブ
2003年
- 2003年4月12日

「SCHOOL BUS NIGHT」(渋谷クアトロ）
2004年
- 2004年 4月12日(月）(津山K2）

出演 - maegashira/NAPSAXetc　　
- 2004年 4月13日(火）(米子BELIER）

出演 - maegashira/NAPSAXetc　　
- 2004年 4月14日(水）(広島Cave-be）

出演 - maegashira/NAPSAX/ABSOLUTE VELOCITY/MARK GIRL/ライフルショット/etc　
- 2004年 4月25日(日）(高田馬場CLUBPHASE）

出演 -maegashira/BACK LASH/THE JET BILLY/DONUTMAN/
- 2004年 5月 5日(水）(広島Cave-be）

出演 -maegashira/STEREO VISION,PARKING OUT,Slap-up,SIDE AQSELL,大和魂etc　
- 2004年 5月 6日(木）(岡山ペパーランド）

出演 -maegashira/Bivattchee/THE JET BILLY/etc　
- 2004年 5月18日(火）(広島ネオポリスホール）

出演 -maegashira/NOB/dustbox/palm in the world/Regulus/ GLITTERING/PROOF 8.9/ミクロマン/etc　
- 2004年 5月24日(月）(香川 高松BABABOON）

出演 -Bivattchee/maegashira/etc　
- 2004年 5月26日(水）(鳥取 米子BELIER）

出演 -Bivattchee/maegashira/etc　
- 2004年 5月29日(土）(東京 高田馬場CLUBPHASE)

出演 -STEREO VISION/PARKING OUT/DONUT MAN DDT/LIDLESS TOYBOX/GOOD 4 NOTHING/トキメキ2000/WATSON/ALL STANDING BOOGIE/GOLDEN GOOSE/maegashira/
- 2004年 6月13日(日）(広島Cave-be）

出演 -METALLIC BROTHERS/maegashira/etc
- 2004年 6月28日(月）(福岡 博多CBG）

出演 -maegashira/G-FREAK FACTORY/PEACE MAKER/UNDER CREW/FAKIE OLLIE/HI-CHEESE
- 2004年 7月 6日(火）(神奈川 横浜F.A.D）

出演 -METALLIC BROTHERS/maegashira/etc
- 2004年 7月 9日(金）(山梨 甲府KAZOO）

出演 - HALLMETALLIC BROTHERS/maegashira/etc
- 2004年 7月13日(火）(宮城 仙台MACANA）

出演 -METALLIC BROTHERS/maegashira/etc
- 2004年 7月14日(水）(福島 郡山CLUB #9）

出演 -METALLIC BROTHERS/maegashira/etc
- 2004年10月30日(土）(小倉 BAGOO）
- 2004年11月02日(火）(ZEPP Fukuoka）
- 2004年11月04日(木）(広島CLUB QUATTRO）
- 2004年11月09日(火）(天神VIVRE HALL）
- 2004年11月12日(金）(名古屋 HUCK FINN）

2005年
- 2005年 6月25日(土）(広島・ナミキジャンクション）

BEAT CRUSADERS「アタック2005」
- 2005年 6月28日(水）(鹿児島・SRホール）

BEAT CRUSADERS「アタック2005」
- 2005年 6月29日(水）(大分TOPS）

BEAT CRUSADERS「アタック2005」(大分TOPS）
- 2005年 7月 4日(月）(岡山・ペパーランド）

BEAT CRUSADERS「アタック2005」
- 2005年 7月 5日(月）(米子・ベリエ）

BEAT CRUSADERS「アタック2005」
- 2005年11月 5日(月）(久留米GEILS）

｢SOUND POWER vol.6｣出演-maegashira/Specialize/CAMEL CLUTCH/MAYBE→Z/下関THC/チーム大塚/MONSTER DINGO/
- 2005年12月27日(月）(広島Namiki Junction）

maegashira presents「maegashira night」
2006年
2007年
- 2007年 1月 6日(土）(渋谷O-WEST）

｢BEEF A　NEW HOPE TOUR｣
- 2007年1 月20日(土）(広島CAVE-BE）
- 2007年 3月 4日(日）(福岡CB)
- 2007年 3月 8日(木）(大阪福島2ndLINE）
- 2007年 3月 9日(金）(名古屋APOLLO THEATER）
- 2007年 3月10日(土）(徳島CROWBAR）
- 2007年 3月11日(日）(松山SALONKITTY）
- 2007年 3月14日(日）(八戸ROXX）
- 2007年 3月15日(木）(仙台enn）
- 2007年 3月16日(金）(宇都宮HEAVENS ROCK）
- 2007年 3月19日(月）(柏ZAX）
- 2007年 3月20日(火）(下北沢SHELTER）
- 2007年 3月22日(木）(岡山PEPPERLAND）
- 2007年 3月24日(土）(広島CAVE-BE）
- 2007年 7月16日(土）(新宿LOFT）
- 2007年 8月4 日(土）(青森県八戸市）

｢HSFL (八食サマーフリーライブ)｣
- 2007年 8月6 日(月）(仙台　長町RIPPLE）
- 2007年 9月22日(土）(広島CAVE-BE）

｢BEEF A　NEW HOPE TOUR｣
- 2007年 9月24日(月）(徳島CROWBAR ）

cmule presents｢消え去るより燃え尽きたほうがいい-第20話｣
- 2007年10月13日(土）(出雲 島根大学医学部 学園祭特設野外ステージ）

｢島根大学医学部学園祭　くえびこ祭 2007｣
- 2007年10月17日(水）(広島 並木ジャンクション）

｢COMA CKFA dustbox Tour 2007 Seeds of Rainbows ｣出演 -dustbox/SABOTEN/maegashira/THE JET BILLY/maegashira/
- 2007年11月 3日(土）(広島 修道大学）

｢第47回修大祭｣
- 2007年12月 6日(木）(岡山 PEPPER LAND）

｢Fed MUSIC  I call your name Release Tourc｣
- 2007年12月 7日(金）(広島並木ジャンクション）

maegashira night｢ Fed MUSIC  I call your name Release Tour｣
- 2007年12月 9日(日）(神戸STAR CLUB）

｢Fed MUSIC  I call your name Release Tour｣
- 2007年12月15日(土）(下北沢SHELTER）

｢Fed MUSIC  I call your name Release Tour｣
- 2007年12月22日(日）(出雲 LIVEHOUSE APOLLO）

出演 - 阿ﾛ云/maegashira
- 2007年12月23日(月）(出雲 LIVEHOUSE APOLLO）

出演 - 阿ﾛ云/maegashira
2008年
- 2008年 4月 4日(金)- 福山 MUSIC FACTORY
- 2008年 5月20日(土)- 広島Cave-Be

maegashira present maegashira nigh he 2nd full album「hir large climps release tour」
- 2008年11月15日(土)- 渋谷 サイクロン

susquatch present「maudlin of the well」
- 2008年11月18日(火)- 広島CAVE-BE

OCEANLANE 「Look Inside The Mirror Release Tour」
- 2008年12月 3日(水)-広島並木ジャンクション

「BURST vol.127」
- 2008年12月20日(土)- 島根出雲APOLLO
- 2008年12月21日(日)- 福島郡山#9 v

Fed MUSIC 2nd SINGLE 「Feel the world  Release Tour」
- 2008年12月22日(月)- 千葉柏 ドランカーズスタジアム
- 2008年12月27日(土)- 広島CAVE-BE

「maegashira night」
2009年
- 2009年 1月30日(金）- avengers in sci-fi 2nd album 「SCIENCE ROCK Release Tour」
- 2009年 2月 1日(日）- Bivattchee 解散 LIVE 「Rolling Monkey's THE LAST On our way,Way to go」
- 2009年 3月 7日(土）- WENDNEDAY1st mini album「Over The Years Release Party!!」(大阪 2nd LINE）
- 2009年 3月15日(日）- WENDNEDAY1st mini album「Over The Years Release Party!!」(SLOWDOWN）
- 2009年 3月16日(月）- (名古屋）
- 2009年 3月20日(金）- MUSIC CUBE 09
- 2009年 4月11日(土）- MIXMARKET BRAZILIANSIZE PRESENTS(名古屋HUCK FINN）
- 2009年 4月24日(金）- (広島 CAVE-BE）
- 2009年 4月26日(日）- SNAIL RAMP「SIX LOGIC TOUR 2009」(福岡 DRUM SON ）
- 2009年 4月28日(火）- SNAIL RAMP「SIX LOGIC TOUR 2009」(岡山 ペパーランド）
- 2009年 5月30日(土）- SNAIL RAMP「SIX LOGIC TOUR 2009」(福島 郡山 #9 ）
- 2009年 5月31日(日）- SNAIL RAMP「SIX LOGIC TOUR 2009」(宮城 仙台 MACANA ）
- 2009年 6月6 日(土）- SNAIL RAMP「SIX LOGIC TOUR 2009」(大阪 心斎橋 CLUB QUATTRO ）
- 2009年 6月26日(金）- maegashira PRESENTS 「gashilands 」(広島 Bad Lands ）出演 - maegashira/大和魂/Lily&Scott/mosh/SIDE AQCEL/Plide Youth Programs
- 2009年 7月15日(土）- vsusquatch 「In This World TOUR 」(岡山 CRAZYMAMA 2nd Room ）出演 -susquatch/maegashira/Half-Life/klang
- 2009年 7月17日(金）- BURST Vol.142」(島根 出雲 APOLLO）出演 -SNAIL RAMP/maegashira/馬超/commune
- 2009年 7月18日(土）- maegashira night susquatch 「In This World TOUR」(広島 CAVE-BE ）出演- maegashira/susquatch/Half-Life/MIXMARKET/UNDER TRIPPER/REVERSE TONE
- 2009年 7月19日(金）- DOACOCK PRESENTS 「CAPRICE PARTY vol.3」(下北沢 BASEMENT BAR )出演- DOACOCK / maegashira / fam
- 2009年 7月31日(金）- MIXMARKET PRESENTS 「elephant pop vol.8」 (下北沢 SHELTER)出演-MIXMARKET/BRAZILIANSIZE/maegashira/ etc
- 2009年 8月10日(月）-  maegashira PRESENTS 「GASHIRA ON DE MONDAY」(広島 BACK BEAT)
- 2009年 8月17日(月）-  maegashira PRESENTS 「GASHIRA ON DE MONDAY」(広島 BACK BEAT)
- 2009年 8月22日(土）-  APOLLO PRESENTS 「ROCK!! ROCK!! ROCK!!」(島根 出雲 APOLLO)
- 2009年 8月24日(月）-  maegashira PRESENTS 「GASHIRA ON DE MONDAY」(広島 BACK BEAT)出演-maegashira/ABSOLUTEVELOCITY/gout/CRAYZY MOUTH BOX/ODK
- 2009年 8月31日(月）- maegashira PRESENTS 「GASHIRA ON DE MONDAY」(広島 BACK BEAT)出演-maegashira/Plide Youth Programs/HYBRID RITZ/ZEROver etc
- 2009年 9月 7日(月）- maegashira PRESENTS 「GASHIRA ON DE MONDAY」(広島 BACK BEAT)出演-maegashira/THE CRANE FLY/REVERSE TONE/Chrome Daisy
- 2009年 9月13日(日）- STAR CLUB 12th Anniversary「松原祭50連発以上!! 43発目 」(神戸 STAR CLUB)出演-maegashira/Fed MUSIC/LEE3/The DARARS/CRO/Tear Smilo
- 2009年 9月14日(月）- maegashira PRESENTS 「ASHIRA ON DE MONDAY 」(広島 BACK BEAT)出演-maegashira/validelight/ジークスクリーマー/Dusky Roots/zippyZIPPER
- 2009年 9月23日(水）- maegashira×ドラスタ PRESENTS「ドラスタ2周年」(柏 ドランカーズスタジアム)出演-maegashira/susquatch/DOACOCK/Adelle(from AUSTRALIA)/awakening/zan80's
- 2009年10月19日(月)- 広島 BACK BEAT

maegashira PRESENTS 「GASHIRA ON DE MONDAY" ONE MAN SHOW!! 」 (ワンマン）
- 2009年10月23日(金)- 渋谷 O-Crest

華欽データランド Vol.2
- 2009年11月 3日(火)- 九州共立大学

九州共立大学 第４５回 霜月祭 BEAT JACK 」
- 2009年11月 5日(木)- 名古屋 CLUB UPSET

leave a note for you release TOUR maegashira presents「GASHIRA ON DE THURSDAY
出演-maegashira/Fed MUSIC/susquatch/Chocolate Shake/04 Limited Sazabys/矢印
- 2009年11月 6日(金)- 大阪 LIVE SQUARE 2nd LINE

leave a note for you release TOUR 出演-maegashira/Fed MUSIC / WEDNESDAY / bebecut.toca / etc
- 2009年11月 7日(土)- 岡山

leave a note for you release TOUR「POPLIFE presents RADIO WAVE Vol.7」出演-maegashira/Fed MUSIC / COMATOSE / jenova / BEACH SANDALS / DJ：POPLIFE
- 2009年11月23日(月)- 広島Cave-Be
- 2009年11月24日(火)- 小倉FUSE
- 2009年11月25日(水)- 福岡graf
- 2009年12月22日(土)- 広島 BACK BEAT

maegashiraがお送りするクリスマス会＆忘年会(時期的にね★) (広島 BACK BEAT出演-maegashira/Fed MUSIC/UNDER TRIPPER

2010年
- 2010年 1月 9日(  ）- CLUB 4.14 ～MUSIC PARTY～
- 2010年 1月22日(  ）- 広島アステールプラザ中ホール

～ドリーマーコンサート～
- 2010年 2月12日(金）- 広島Cave-be

maegashira NIGHT Half-Life 「second narrow release tour」出演-maegashira/Half-Life/バリデライト/mosh /DUSKY ROOTS
- 2010年 2月13日(土）-　出雲APOLLO

Half-Life 「second narrow release tour」出演-maegashira/Half-Life/オガサワラ ヒロユキ/Youth to Letter/Landscape
- 2010年 2月14日(日）- 岡山CRAZYMAMA 2nd Room

Half-Life 「second narrow release tour」出演- maegashira/Half-Life/koya/WORTHLESS NEVER MIND/老人バックドロップ
- 2010年 3月20日(土）- Hiroshima Back Beat

MUSIC CUBE 10
- 2010年 3月21日(日）- 出雲APOLLO

～BURST9周年～
- 2010年 3月25日(木）- 松山サロンキティ

GOLLBETTY「SCRAMBLE TOUR 」出演- GOLLBETTY/maegashira/NORANGE
- 2010年 3月26日(金）- 広島CLUB QUATTRO

HE CRANE FLY 「バテレン レコ発 」出演- THE CRANE FLY/maegashira /THEラブ人間/batta/赤丸
- 2010年 3月28日(日）- 大分 T.O.P.S

GOLLBETTY「SCRAMBLE TOUR 」出演-  GOLLBETTY/ maegashira/bourbonzz
- 2010年4月10日(土）- 福山 MUSIC FACTORY

HOLIDAYS OF SEVENTEEN「Johnan City Boyz release tour 」出演-  HOLIDAYS OF SEVENTEEN/maegashira/SiSi
- 2010年4月21日(水）- 下北沢SHELTER

BRAZILIANSIZE presents「MOS -Meeting Of Sounds-」 出演-  Fed MUSIC / Maegashira
- 2010年4月23日(金）- 岡山CRAZYMAMA 2nd Room

～he TOUR～
- 2010年4月24日(土）- 広島並木JUNCTION

～he TOUR～
- 2010年4月25日(日）- 福岡DrumSON

2nd Room ～he TOUR～ 
- 2010年4月28日(日）- 京都MOJO

～he TOUR～
- 2010年5月22日(日）- 沖縄CyberBox～

maegashira OKINAWA TOUR～
- 2010年9月21日(日）- 広島CAVE-BE

～BRAZILIANSIZE TOUR～
- 2010年10月29日(金）- 福山Cable ～

～POPLIFE 5th Anniversary-RADIO WAVE-vol.13～
- 2010年11月26日(金）- 広島CLUB QUATTRO

riche hair presents 「Beauty x Live 3」出演- maegashira/S-QUAWK/ undertripper/パラレルリープ/大和魂
- 2010年12月7日(土）- 広島CAVE-BE(HIPPYのみの出演）

2011年
- 2011年4月9日(土）- 下北沢REG

BRAZILIANSIZE presents　「prez vol.2」 出演- maegashira/BRAZILIANSIZE/he Rigby/etc..
- 2011年 4月16日(土）- 広島CLUB QUATTRO(HIPPYのみの出演）

広島の企業体及びアーティストによる東北地方太平洋沖地震災害支援イベント「POWER TO FUTURE」 　　　　　　　　　　
- 2011年 4月22日(金)  - 広島CLUB QUATTRO(HIPPYのみの出演）

SOUND HOLIC ～一人はみんなの為に、みんなは一人の為に。広島から出来る事～
- 2011年 5月 7日 ( ) - 岡山
- 2011年 6月 4日 ( ) - 広島CAVE-BE

maegashira ＮＩＧＨＴ enie *meenie「Tokyo reflection Release Tour 2011」
- 2011年 7月17日(日) - 下北沢SHELTER

SNAIL RAMP presents `SCRAMBLE`VOL.12 「maegashira TOKYO LAST LIVE」
- 2011年 7月30日 ( ) - 滋賀U-STONE

「RINCK YOUR ROCK STYLE」 出演- maegashira/ he / LOOSELY / cietlatte / ALOE♯squash
- 2011年 8月12日( ) - 広島CAVE-BE

「僕らの明るい解散計画!!!」出演-maegashira / BRAZILIANSIZE / Half-Life / susquatch / バリデライト
- 2011年 8月13日( ) - 広島CAVE-BE）

「僕らの明るい解散計画!!!」
- 2011年 8月14日( ) - 広島CLUB QUATTRO

「僕らの明るい解散計画!!!」
2012年
- 2012年05月05日( ) -広島CAVE-BE）

HATEFULL RAGE presents[He is LEGEND]
- 2012年11月10日( ) -Shimokitazawa CAVE-BE）

SCHOOL BUS NIGHTS 2012 同窓会